# Pascoal Ronda
Pascoal Pedro João Ronda – mozambicki polityk, od 2023 roku minister spraw wewnętrznych.

## Życiorys
Od 1995 do 2001 roku był Komendantem Generalnym Policji Mozambiku, następnie zajmował wyższe stanowiska w Siłach Obrony i Bezpieczeństwa. Był akcjonariuszem firmy Chicamba Investimentos, która w 2008 roku została przez rząd uznana za spółkę wyprowadzającą pieniądze w Ministerstwa Spraw Wewnętrznych.
30 sierpnia 2023 roku prezydent Filipe Nyusi mianował go ministrem spraw wewnętrznych, zastąpił na tej funkcji Arsénię Massingue.